# A8 road
Die A8 road (englisch für Straße A8) ist eine weitgehend durch den M8 motorway ersetzte und größtenteils nicht mehr als Primary route ausgewiesene Fernverkehrsstraße in Schottland. Ihr östlicher Anfang liegt im Zentrum von Edinburgh. Von dort führt sie zum M9 motorway, den sie beim Anschluss junction 1 erreicht. Bei junction 6 des M8 motorway östlich von Glasgow zweigt sie wieder vom M8 ab und führt parallel zu diesem in das Zentrum der Stadt; dabei zweigt die A80 road Richtung Cumbernauld nach Nordosten ab. Auch westlich von Glasgow verläuft sie parallel zum M8 bis zu dessen Ende bei junction 31 und von dort aus weiter als vierspurige Straße, ab hier Primary route, am Firth of Clyde entlang über Port Glasgow nach Greenock, wo sie von der A78 road fortgesetzt wird.